# Æon Flux (filme)
Æon Flux (bra: Æon Flux; prt: Aeon Flux) é um filme teuto-norte-americano de 2005, dos gêneros ação e ficção científica, dirigido por Karyn Kusama, com roteiro de Phil Hay e Matt Manfredi baseado no desenho animado homônimo.

## Sinopse
No ano 2415, quando a raça humana foi totalmente dizimada por um vírus mortal, as únicas sobreviventes a esse fato estão localizadas em uma cidade cercada por muros chamada Bregna. Um pequeno grupo de pessoas (Monicanos) contesta o que ali acontece e envia sua melhor agente Aeon Flux para matar o chefe do movimento, mas durante a missão, ela repensa de que lado deve se postar.

## Elenco
- Charlize Theron — Aeon Flux
- Marton Csokas — Trevor Goodchild
- Jonny Lee Miller — Oren Goodchild
- Sophie Okonedo — Sithandra
- Ralph Herforth — Gardenar
- Frances McDormand — Handler
- Pete Postlethwaite — Keeper
- Amelia Warner — Una Flux
- Caroline Chikezie — Freya
- Nikolai Kinski — Claudius
- Paterson Joseph — Giroux
- Yangzom Brauen — Inari